# Melchior (Tannheim)
Melchior ist ein Ortsteil der Gemeinde Tannheim im Landkreis Biberach in Oberschwaben.

## Beschreibung

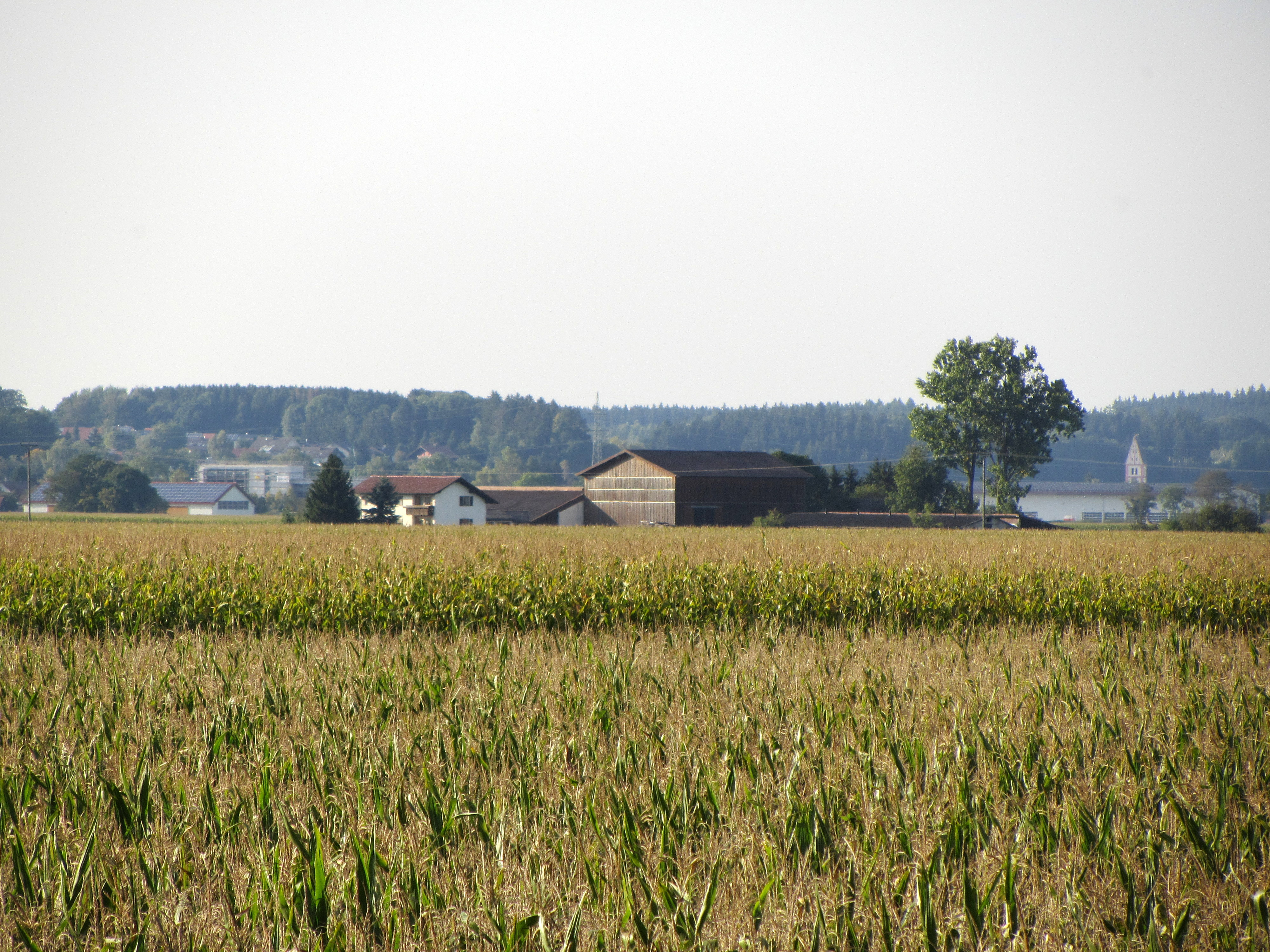
Melchior inmitten von Maisfeldern kurz vor der Ernte 2012

In der Beschreibung des Oberamtes Leutkirch aus dem Jahre 1843 wird Melchior als ein Hof mit sechs Einwohnern beschrieben. Vermutlich geht der Name auf Abt Cölestin Frener zurück, der während seiner Zeit als Pfleger des Klosters Ochsenhausen in Tannheim jedem Haus anstatt einer Hausnummer einen Heiligennamen vergab.
Melchior liegt im Illertal auf einer nahezu ebenen Fläche. Sie kann in der Form eines Dreiecks, ausgehend von der Landesstraße (L) 260 von Tannheim nach Illerbachen, dort auf der K 7577 bis zum Abzweig der K 7583 nach Egelsee und von Egelsee auf der L 300, wieder zurück nach Tannheim beschrieben werden. Einen Kilometer südlich vom Melchior befindet sich der Flugplatz Tannheim. Nördlich von Melchior verbindet asphaltierter, landwirtschaftlicher Weg Haldau mit Egelsee.
Auf Melchior befindet sich ein Wohnhaus, das mit einem größeren landwirtschaftlichen Gebäude über einen Gang verbunden ist. 25 Meter östlich dieses Gebäudes steht ein weiteres landwirtschaftliches Wirtschaftsgebäude.

## Wirtschaft
Im Ort befand sich ein konventioneller landwirtschaftlicher Betrieb, der seine Flächen weiterverpachtet hat.